# Ida O'Keeffe
Ida Ten Eyck O'Keeffe (Sun Prairie, 23 de octubre de 1889-Whittier, 27 de septiembre de 1961) fue una artista visual estadounidense conocida por sus pinturas al óleo, acuarelas y monotipos. : 6 

## Primeros años y carrera

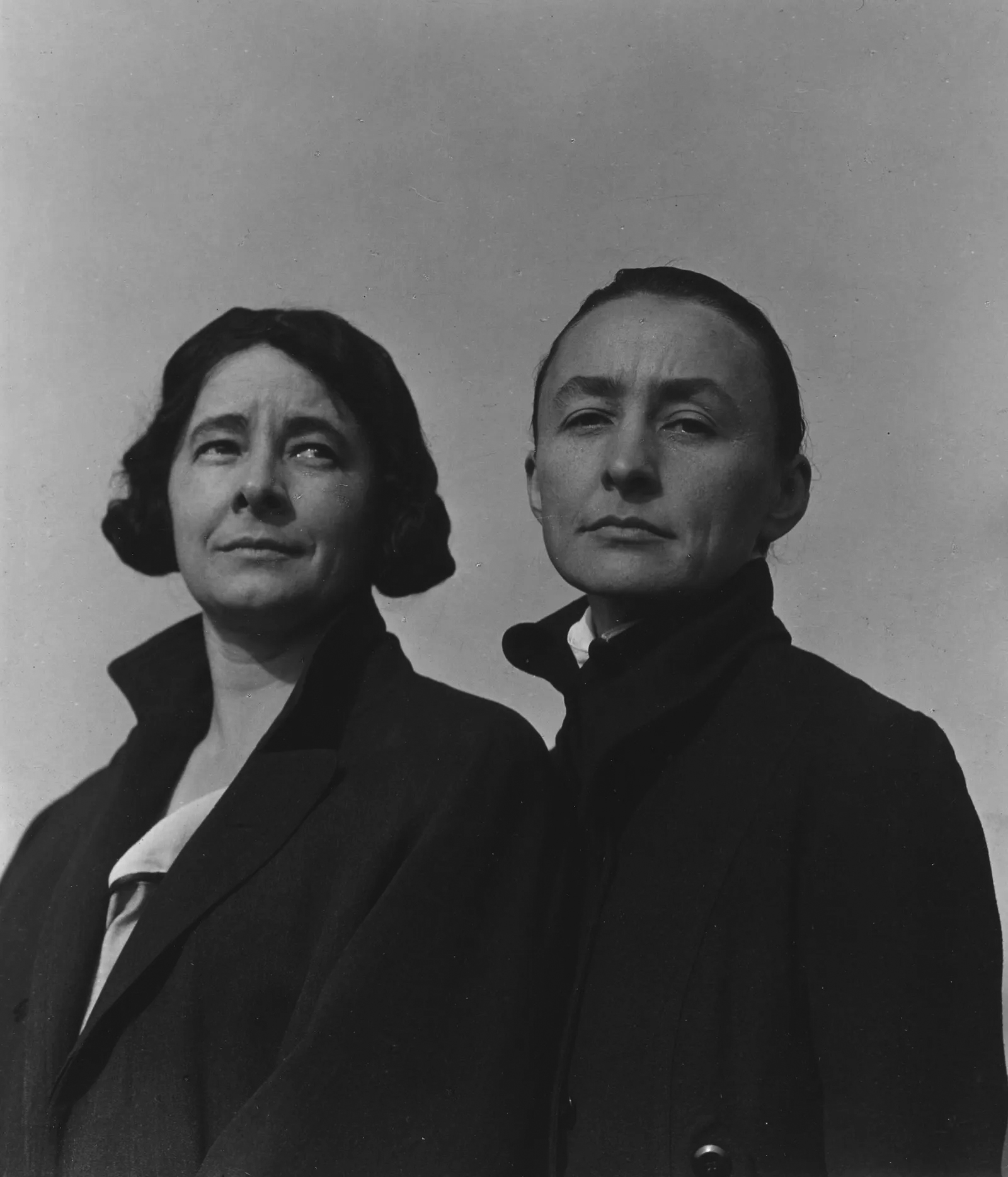
Georgia O'Keeffe e Ida O'Keeffe por Alfred Stieglitz.

Ida O'Keeffe nació en Sun Prairie, Wisconsin, el 23 de octubre de 1889. Era la tercera de siete hijos. Cuando Ida tenía 13 años, la familia se mudó a Williamsburg, Virginia, donde O'Keeffe asistió a clases de dibujo en la escuela de verano de la Universidad de Virginia. Con su hermana menor Anita y su hermana mayor más famosa, Georgia, estudió arte con la artista de acuarela local Sara Mann. También tenían dos abuelas que eran artistas.
El comienzo artístico de O'Keeffe fue como grabadora. Luego trabajó brevemente como enfermera antes de obtener su Maestría en Bellas Artes de la Universidad de Columbia. Pintó aproximadamente 70 lienzos durante su carrera. Sus temas principales incluían paisajes coloridos y abstractos y naturalezas muertas naturalistas. Algunas de sus obras cuentan con faros. Expuso algunas obras con sus hermanas Catherine y Georgia. Georgia tuvo más fama, en parte debido a su esposo que era un conocido fotógrafo y galerista. Se sabe que O'Keeffe dijo: «Yo también sería famosa si hubiera tenido un Stieglitz».

### Colecciones y exposiciones
La primera exposición de O'Keeffe fue en 1927 en la Galería de la Oportunidad en Nueva York, donde se identificó como Ida Ten Eyck, para evitar ser comparada con su hermana, Georgia. En 1974, apareció en una exposición en Santa Fe. También en una exposición individual en el Museo de Arte de Dallas titulada "Ida O'Keeffe: Escaping Georgia's Shadow". Sus obras estarán en exhibición en el Clark Art Institute de julio a octubre de 2019. Algunas de sus obras se pueden encontrar en colecciones privadas.

## Muerte
O'Keeffe murió de un derrame cerebral el 27 de septiembre de 1961 en Whittier, California.